# Kasteel van Ampfurth
Het kasteel van Ampfurth (Duits: Schloss Ampfurth) is een renaissancekasteel in Ampfurth, ortsteil van Oschersleben.
In de 12e eeuw werd hier reeds gesproken over een burcht, hoewel het huidige kasteel ontstond in de 17e eeuw. Sinds 1997 is het domein eigendom van de familie Von Wahnschaffe.